# Liste der Mitglieder der Assembleia da República (X. Legislaturperiode)
Diese Liste gibt in alphabetischer Reihenfolge die Abgeordneten der X. Legislaturperiode (2005–2009) der Assembleia da República, des portugiesischen Parlaments, wieder. Die 230 Mandate wurden in den Parlamentswahlen am 20. Februar 2005 bestimmt, dabei 226 in Portugal und vier außerhalb Portugals.

## Zusammensetzung
| Fraktion     | Beginn der Legislaturperiode | Stand Juni 2008 | Zugänge     | Abgänge     | Saldo |
| ------------ | ---------------------------- | --------------- | ----------- | ----------- | ----- |
| PS           | 121                          | 121             | –           | –           | ±0    |
| PSD          | 75                           | 75              | –           | –           | ±0    |
| PCP/PEV      | 14                           | 13              | –           | 1. Mesquita | −1    |
| CDS-PP       | 12                           | 12              | –           | –           | ±0    |
| BE           | 8                            | 8               | –           | –           | ±0    |
| fraktionslos | 0                            | 1               | 1. Mesquita | –           | +1    |
| gesamt       | 230                          | 230             | 0           | 0           | ±0    |

## Fraktionsvorsitzende
- PS-Fraktion
 Alberto Martins
- PSD-Fraktion
 Pedro Santana Lopes
- PCP/PEV-Fraktion
 Bernardino Soares und Heloísa Apolónia
- CDS-PP-Fraktion
 Diogo Feio
- BE-Fraktion
 Luís Fazenda

## Abgeordnete
| Name                            | Wahlbezirk        | Partei       |
| ------------------------------- | ----------------- | ------------ |
| Abel Baptista                   | Viana do Castelo  | CDS-PP       |
| Adão Silva                      | Bragança          | PSD          |
| Afonso Candal                   | Aveiro            | PS           |
| Agostinho Branquinho            | Porto             | PSD          |
| Agostinho Gonçalves             | Porto             | PS           |
| Agostinho Lopes                 | Braga             | PCP          |
| Aberto Antunes                  | Setúbal           | PS           |
| Alberto Arons de Carvalho       | Setúbal           | PS           |
| Alberto Martins                 | Porto             | PS           |
| Alcídia Lopes                   | Porto             | PS           |
| Aldemira Pinho                  | Faro              | PS           |
| Ana Catarina Mendonça Mendes    | Setúbal           | PS           |
| Ana Couto                       | Lissabon          | PS           |
| Ana Drago                       | Lissabon          | BE           |
| Ana Manso                       | Guarda            | PSD          |
| Ana Maria Rocha                 | Porto             | PS           |
| André Almeida                   | Aveiro            | PSD          |
| António Almeida Henriques       | Viseu             | PSD          |
| António Carlos Monteiro         | Lissabon          | CDS-PP       |
| António Filipe                  | Lissabon          | PCP          |
| António Galamba                 | Lissabon          | PS           |
| António Gameiro                 | Santarém          | PS           |
| António José Seguro             | Braga             | PS           |
| António Montalvão Machado       | Porto             | PSD          |
| António Silva Preto             | Lissabon          | PSD          |
| Arménio Santos                  | Lissabon          | PSD          |
| Bernardino Soares               | Lissabon          | PCP          |
| Bravo Nico                      | Évora             | PS           |
| Bruno Dias                      | Setúbal           | PCP          |
| Carlos Alberto Gonçalves        | Europa            | PSD          |
| Carlos Andrade Miranda          | Viseu             | PSD          |
| Carlos Lopes                    | Leiria            | PS           |
| Carlos Páscoa Gonçalves         | Außerhalb Europas | PSD          |
| Carlos Poço                     | Leiria            | PSD          |
| Ceia da Silva                   | Portalegre        | PS           |
| Celeste Correia                 | Lissabon          | PS           |
| Cláudia Couto Vieira            | Viseu             | PS           |
| Correia de Jesus                | Madeira           | PSD          |
| Costa Amorim                    | Aveiro            | PS           |
| Custódia Fernandes              | Lissabon          | PS           |
| David Martins                   | Faro              | PS           |
| Diogo Feio                      | Porto             | CDS-PP       |
| Duarte Pacheco                  | Lissabon          | PSD          |
| Emídio Guerreiro                | Braga             | PSD          |
| Esmeralda Salero Ramires        | Faro              | PS           |
| Eugénia Santana Alho            | Beja              | PS           |
| Fátima Pimenta                  | Viana do Castelo  | PS           |
| Feliciano Barreiras Duarte      | Leiria            | PSD          |
| Fernanda Asseiceira             | Santarém          | PS           |
| Fernando Antunes                | Coimbra           | PSD          |
| Fernando Cabral                 | Guarda            | PS           |
| Fernando Jesus                  | Porto             | PS           |
| Fernando Negrão                 | Setúbal           | PSD          |
| Fernando Rosas                  | Setúbal           | BE           |
| Fernando Santos Pereira         | Braga             | PSD          |
| Francisco Lopes                 | Setúbal           | PCP          |
| Francisco Louçã                 | Lissabon          | BE           |
| Glória Araújo                   | Porto             | PS           |
| Guilherme Silva                 | Madeira           | PSD          |
| Helder Amaral                   | Viseu             | CDS-PP       |
| Helena Lopes da Costa           | Lissabon          | PSD          |
| Helena Pinto                    | Lissabon          | BE           |
| Helena Terra                    | Aveiro            | PS           |
| Heloísa Apolónia                | Setúbal           | PEV          |
| Henrique Rocha de Freitas       | Lissabon          | PSD          |
| Hermínio Loureiro               | Aveiro            | PSD          |
| Honório Novo                    | Porto             | PCP          |
| Horácio Antunes                 | Coimbra           | PS           |
| Hortense Martins                | Castelo Branco    | PS           |
| Hugo Nunes                      | Faro              | PS           |
| Hugo Velosa                     | Madeira           | PSD          |
| Irene Veloso                    | Lissabon          | PS           |
| Isabel Coutinho                 | Braga             | PS           |
| Isabel Jorge                    | Braga             | PS           |
| Isabel Pires de Lima            | Porto             | PS           |
| Isabel Santos                   | Porto             | PS           |
| Isabel Vigia                    | Leiria            | PS           |
| Jacinto Serrão                  | Madeira           | PS           |
| Jaime Gama                      | Lissabon          | PS           |
| Jerónimo de Sousa               | Lissabon          | PCP          |
| Joana Lima                      | Porto             | PS           |
| João Bernardo                   | Aveiro            | PS           |
| João Gaspar                     | Lissabon          | PS           |
| João Oliveira                   | Évora             | PCP          |
| João Portugal                   | Coimbra           | PS           |
| João Rebelo                     | Lissabon          | CDS-PP       |
| João Semedo                     | Porto             | BE           |
| João Serrano                    | Lissabon          | PS           |
| João Soares                     | Lissabon          | PS           |
| Joaquim Couto                   | Porto             | PS           |
| Joaquim Ponte                   | Azoren            | PSD          |
| Jorge Almeida                   | Vila Real         | PS           |
| Jorge Costa                     | Porto             | PSD          |
| Jorge Fão                       | Viana do Castelo  | PS           |
| Jorge Machado                   | Porto             | PCP          |
| Jorge Neto                      | Porto             | PSD          |
| Jorge Pereira                   | Braga             | PSD          |
| Jorge Seguro Sanches            | Castelo Branco    | PS           |
| Jorge Strecht                   | Porto             | PS           |
| Jorge Tadeu Morgado             | Aveiro            | PSD          |
| Jorge Varanda                   | Braga             | PSD          |
| José Augusto de Carvalho        | Lissabon          | PS           |
| José Cesário                    | Außerhalb Europas | PSD          |
| José de Matos Correia           | Lissabon          | PSD          |
| José Eduardo Martins            | Viana do Castelo  | PSD          |
| José Freire Antunes             | Porto             | PSD          |
| José Junqueiro                  | Viseu             | PS           |
| José Lamego                     | Lissabon          | PS           |
| José Lello                      | Porto             | PS           |
| José Luís Arnaut                | Viseu             | PSD          |
| José Manuel Ribeiro             | Aveiro            | PSD          |
| José Miguel Gonçalves           | Lissabon          | PEV          |
| José Moura Soeiro               | Porto             | BE           |
| José Paulo Areia de Carvalho    | Porto             | CDS-PP       |
| José Pedro Aguiar Branco        | Porto             | PSD          |
| José Pereira da Costa           | Faro              | PSD          |
| José Raúl dos Santos            | Porto             | PSD          |
| José Soeiro                     | Beja              | PCP          |
| José Vera Jardim                | Lissabon          | PS           |
| Jovita Ladeira                  | Faro              | PS           |
| Leonor Coutinho                 | Lissabon          | PS           |
| Lúcio Ferreira                  | Porto             | PS           |
| Luís Campos Ferreira            | Viana do Castelo  | PSD          |
| Luís Carloto Marques            | Setúbal           | PSD          |
| Luís Fazenda                    | Lissabon          | BE           |
| Luís Marques Guedes             | Lissabon          | PSD          |
| Luís Montenegro                 | Aveiro            | PSD          |
| Luís Pais Antunes               | Leiria            | PSD          |
| Luís Pita Ameixa                | Beja              | PS           |
| Luís Rodrigues                  | Setúbal           | PSD          |
| Luís Vaz                        | Bragança          | PS           |
| Luísa Mesquita                  | Santarém          | fraktionslos |
| Luísa Salgueiro                 | Porto             | PS           |
| Luiz Fagundes Duarte            | Azoren            | PS           |
| Manuel Alegre                   | Lissabon          | PS           |
| Manuel José Rodrigues           | Faro              | PS           |
| Manuel Maria Carrilho           | Viseu             | PS           |
| Manuel Mota                     | Braga             | PS           |
| Manuela de Melo                 | Porto             | PS           |
| Marcos Sá                       | Lissabon          | PS           |
| Maria Antónia de Almeida Santos | Coimbra           | PS           |
| Maria Carrilho                  | Europa            | PS           |
| Maria Cidália Faustino          | Castelo Branco    | PS           |
| Maria de Belém Roseira          | Lissabon          | PS           |
| Maria de Lurdes Ruivo           | Porto             | PS           |
| Maria do Rosário Carneiro       | Aveiro            | PS           |
| Maria Helena Rodrigues          | Vila Real         | PS           |
| Maria José Gamboa               | Porto             | PS           |
| Maria Júlia Caré                | Madeira           | PS           |
| Maria Manuel Oliveira           | Setúbal           | PS           |
| Maria Ofélia Moleiro            | Leiria            | PSD          |
| Mariana Aiveca                  | Setúbal           | BE           |
| Mário Albuquerque               | Santarém          | PSD          |
| Mário Santos David              | Leiria            | PSD          |
| Marisa Costa                    | Setúbal           | PS           |
| Marisa Macedo                   | Aveiro            | PS           |
| Marques Júnior                  | Porto             | PS           |
| Matilde Sousa Franco            | Coimbra           | PS           |
| Maximiano Martins               | Madeira           | PS           |
| Melchior Moreira                | Viseu             | PSD          |
| Mendes Bota                     | Faro              | PSD          |
| Miguel Almeida                  | Coimbra           | PSD          |
| Miguel Coelho                   | Lissabon          | PS           |
| Miguel Frasquilho               | Guarda            | PSD          |
| Miguel Ginestal                 | Viseu             | PS           |
| Miguel Laranjeiro               | Braga             | PS           |
| Miguel Macedo                   | Braga             | PSD          |
| Miguel Queiroz                  | Porto             | PSD          |
| Miguel Relvas                   | Santarém          | PSD          |
| Miguel Santos                   | Porto             | PSD          |
| Miguel Tiago                    | Lissabon          | PCP          |
| Miranda Calha                   | Portalegre        | PS           |
| Mota Amaral                     | Azoren            | PSD          |
| Mota Andrade                    | Bragança          | PS           |
| Nelson Baltazar                 | Santarém          | PS           |
| Nuno Antão                      | Santarém          | PS           |
| Nuno da Câmara Pereira          | Lissabon          | PSD          |
| Nuno Magalhães                  | Setúbal           | CDS-PP       |
| Nuno Sá                         | Braga             | PS           |
| Nuno Teixeira de Melo           | Braga             | CDS-PP       |
| Odete João                      | Leiria            | PS           |
| Olímpia Candeias                | Bragança          | PSD          |
| Osvaldo de Castro               | Leiria            | PS           |
| Patinha Antão                   | Braga             | PSD          |
| Paula Barros                    | Vila Real         | PS           |
| Paula Cristina Duarte           | Porto             | PS           |
| Paula Nobre de Deus             | Évora             | PS           |
| Paulo Castro Rangel             | Porto             | PSD          |
| Paulo Pereira Coelho            | Coimbra           | PSD          |
| Paulo Portas                    | Aveiro            | CDS-PP       |
| Pedro Duarte                    | Porto             | PSD          |
| Pedro Farmhouse                 | Lissabon          | PS           |
| Pedro Mota Soares               | Lissabon          | CDS-PP       |
| Pedro Nuno Santos               | Aveiro            | PS           |
| Pedro Pinto                     | Lissabon          | PSD          |
| Pedro Quartin Graça             | Lissabon          | PSD          |
| Pedro Santana Lopes             | Lissabon          | PSD          |
| Ramos Preto                     | Lissabon          | PS           |
| Regina Ramos Bastos             | Aveiro            | PSD          |
| Renato Leal                     | Azoren            | PS           |
| Renato Sampaio                  | Porto             | PS           |
| Ribeiro Cristóvão               | Castelo Branco    | PSD          |
| Ricardo Gonçalves               | Braga             | PS           |
| Ricardo Martins                 | Vila Real         | PSD          |
| Ricardo Rodrigues               | Azoren            | PS           |
| Rita Miguel                     | Guarda            | PS           |
| Rita Neves                      | Lissabon          | PS           |
| Rosa Maria Albernaz             | Aveiro            | PS           |
| Rosalina Martins                | Viana do Castelo  | PS           |
| Rosário Águas                   | Vila Real         | PSD          |
| Rui Gomes da Silva              | Lissabon          | PSD          |
| Rui Vieira                      | Lissabon          | PS           |
| Sérgio Vieira                   | Porto             | PSD          |
| Sónia Fertuzinhos               | Braga             | PS           |
| Sónia Sanfona                   | Santarém          | PS           |
| Telmo Correia                   | Lissabon          | CDS-PP       |
| Teresa Moraes Sarmento          | Setúbal           | PS           |
| Teresa Portugal                 | Coimbra           | PS           |
| Teresa Vasconcelos Caeiro       | Leiria            | CDS-PP       |
| Teresa Venda                    | Braga             | PS           |
| Umberto Pacheco                 | Lissabon          | PS           |
| Vasco Cunha                     | Santarém          | PSD          |
| Vasco Franco                    | Lissabon          | PS           |
| Ventura Leite                   | Setúbal           | PS           |
| Virgílio Almeida Costa          | Braga             | PSD          |
| Vitalino Canas                  | Santarém          | PS           |
| Vítor Baptista                  | Coimbra           | PS           |
| Vitor Pereira                   | Castelo Branco    | PS           |
| Vitor Ramalho                   | Setúbal           | PS           |
| Zita Seabra                     | Coimbra           | PSD          |